# Jeanne Arnould-Plessy
Jeanne-Sylvanie-Sophie Arnould-Plessy, mais conhecida por Mademoiselle Plessy (Metz, 4 de setembro de 1819 — Salives, 30 de maio de 1897) foi uma atriz francesa de grande renome.

## Biografia
Filha de um ator local chamado Plessy, ela foi aluna de Joseph Isidore Samson no Conservatório em 1829. Plessy fez sua estreia no Comédie-Française em 1834, no papel de Emma na peça  La Fille d'honneur de Alexandre Duval. Teve uma grande aceitação do público, e a veterana atriz Mademoiselle Mars, a quem o público já a comparava a ela, resolveu dar-lhe apoio na carreira que se iniciava.
Até 1845, Mademoiselle Plessy tinha papéis de destaque em todas as peças, novas e antigas, no Théâtre Français, quando, de repente, no auge de seu sucesso, deixou Paris e foi para Londres para se casar com o autor dramático, J. F. Arnould  (morto em 1854), um homem bem mais velho do que ela. A Comédie-Française, depois de ter tentado em vão trazê-la de volta, abriu um processo contra ela por quebra de contrato e prejuízos obtidos.
Nesse meio tempo, Madame Arnould-Plessy assinou um contrato com o teatro francês em São Petersburgo (Teatro Mikhaylovsky), onde atuou por nove anos e foi muito apreciada pelo imperador Nicolau I e pela aristocracia russa. Em 1855, voltou a Paris e foi re-admitida na Comédie-Française, como pensionnaire em um contrato de oito anos. Esta segunda parte de sua carreira foi ainda mais brilhante do que a primeira. Ela reviveu alguns dos seus primeiros papéis, mas seus triunfos posteriores foram especialmente associados com as novas peças escritas por Émile Augier, incluindo a Maître Guérin. Sua última aparição foi em La Grand-maman de Édouard Cadol. Plessy se retirou dos palcos em 1876, e morreu em 1897.

## Leituras adicionais
Christiane Ruisi, Lever de rideau sur Jeanne Arnould-Plessy, edições de l'Amandier, Paris.